# Mercè Vilaret i Llop
Mercè Vilaret i Llop (Barcelona, 1943-San Cugat del Vallés, 21 de octubre de 1993) fue una realizadora española, de las primeras realizadoras de televisión en Cataluña. Pionera de la profesión junto con Clara Ronay en Cataluña, y con Pilar Miró y Josefina Molina a nivel estatal. Su huella como realizadora se basa en una escritura muy personal y una sensibilidad extrema en cada una de sus obras, además de haber sido una defensora cerrada del modelo público de televisión, establecido por la BBC y que Vilaret conocía muy bien por su vinculación con Londres.

## Biografía
Después de terminar los estudios de periodismo, Vilaret tenía claro que quería trabajar haciendo televisión, llo explicó en el programa de entrevistas conducido por Terenci Moix, Terenci a la fresca, que para entrar en TVE escribió personalmente al ministro de Información y Turismo, Manuel Fraga, pidiéndole ayuda para conseguirlo, y este así lo hizo.
Una vez fue a la Casa, trabajó para TVE en Cataluña durante toda su carrera profesional, desde 1964 hasta 1993. Los primeros años hizo de ayudante de realización ya partir de 1971, ya asumió la tarea de realizadora Mercè Vilaret trabajó en los  estudios de Miramar  situados en Montjuïc, desde donde la cadena emitía tanto la programación catalana, en TVE-Cataluña, como por España. En 1983 se trasladaron a San Cugat del Vallés, desde donde emiten en la actualidad.
En 1985 comenzó a dar clases de la asignatura de televisión en la Facultad de Ciencias de Comunicación de la Universidad Autónoma de Barcelona, trabajo que siguió realizando hasta que murió. Aunque siempre priorizó su labor como realizadora, le gustaba ser profesora: «Enseñar me ha ido muy bien porque supone una reflexión continuada sobre mi trabajo, sobre la práctica. De todos modos, imparto muchas clases prácticas porque pienso que la televisión se aprende haciendo, no hay otra solución» 
La muerte la sorprendió a los estudios de San Cugat a la edad de 50 años, a consecuencia de una embolia. En recuerdo, la calle que conduce a los estudios de televisión TVE-Cataluña lleva su nombre. Fue enterrada en el Cementerio del Poblenou (Dep. I, isla 3ª, nicho 394).

## Filmografía
Vilaret fue muy prolífica, dirigió más de doscientas producciones de géneros muy diversos, desde documentales, melodramas, programas infantiles, musicales, reportajes hasta retransmisiones en directo, como la visita en 1982 de Juan Pablo II en Montserrat. El grueso mayor de su obra fueron los documentales y los melodramas, un género televisivo de ficción muy popular a principios de los años setenta, que daba la oportunidad a los que realizaban de jugar con el lenguaje y buscar nuevas maneras de narrar. Vilaret aprovechó exhaustivamente la gran aceptación por parte del público que tenía este género para experimentar, aprender y transmitir. 

### Documentales
- Mujeres para una época (1984), serie documental de episodios: Fueron primera página (1986), La Mina, un barri entre fronteres (1989), Les altres condemnes (1990), La vellesa, entre records i oblit (1991) o Barberà, Barberà (1992).
- La Mina, un barri entre fronteres (1989)  y Les altres condemnes (1990).

### Melodramas
Sus melodramas, rodados en los estudios Miramar de Barcelona, junto con los de Lluís M. Güell y Sergi Schaaff, hicieron historia, y sobresalió en este campo con títulos como Revuelta de Brujas (1976), Fedra (1980) o Danny y Roberta (1993), la última obra que dirigió.

### Infantiles
En el campo de la realización de producciones de ficción dirigidas a los niños fue la primera realizadora de Terra d'escudella (1977), el mítico programa protagonizado primero por el grupo Comediants y después por el grupo Els Joglars. 

### Monografías
Hizo monografías de personajes del mundo de la cultura como Montserrat Roig, Mercè Rodoreda, Salvador Espriu, Joan Miró, Raimon o Lluís Llach, entre otros.

## Premios y menciones
En 1978 recibió el Premio Ciudad de Barcelona (en el apartado Televisión) que otorga anualmente el Ayuntamiento de Barcelona, en reconocimiento del mérito en la investigación, producción y creación de calidad realizada en Barcelona. 
En 2007, la 15.ª edición de la Muestra Internacional de Films de Mujeres de Barcelona le dedicó una retrospectiva, en homenaje a su aportación proyectando: Las otras condenas (1990), La Mina, un barrio entre fronteras (1989), Especial Mercè Rodoreda (1984) y Especial Raimon (1977).